# Cryonema tenue
Cryonema tenue is een rondwormensoort uit de familie van de Monhysteridae. De wetenschappelijke naam van de soort is voor het eerst geldig gepubliceerd in 1995 door Tchesunov.